# 1374
1374 (MCCCLXXIV) a fost un an obișnuit al calendarului iulian, care a început într-o zi de marți.

## Evenimente
- Începutul construcției Mănăstirii Tismana (jud. Gorj) sub domnia lui Radu I și a fiilor acestuia Dan I și Mircea cel Bătrân, finalizată în 1378.

## Nașteri
- dată necunoscută: Ștefan Lazarevici  (d. 1427)
- dată necunoscută: Jacopo della Quercia artist italian (d. 1438)
- dată necunoscută: Guarino din Verona  (d. 1460)

## Decese
- 18 iulie: Francesco Petrarca  (n. 1304)
- 1 decembrie: Magnus al IV-lea al Suediei  (n. 1316)
- dată necunoscută: Ibn al-Khatib  (n. 1313)
- dată necunoscută: Helvig de Schleswig  (n. 1320)
- dată necunoscută: Costea (Ștefan)  (n. 1328)
- dată necunoscută: Iuri Koriatovici  (n. 1330)
- dată necunoscută: Paolo Dagomari di Prato Matematician și astronom florentin (1282–1374) (n. 1282)
- dată necunoscută: Albert al III-lea, Conte de Gorizia conte de Gorizia (n. ?)
- dată necunoscută: Ioana de Hainaut  (n. 1315)